# رومان جاكوزي
رومان جاكوزي (بالفرنسية: Romain Jacuzzi)‏ هو لاعب كرة قدم فرنسي في مركز الهجوم، ولد في 16 ديسمبر 1984 في مون دو مارسان في فرنسا. لعب مع ستاد لافالوا ونادي فان ونادي ليزيربيي ونادي نيور.

## وصلات خارجية
- رومان جاكوزي على موقع قاعدة بيانات كرة القدم.إي يو (الإنجليزية)
- رومان جاكوزي على موقع ليكيب (الفرنسية)
- رومان جاكوزي على موقع Soccerway.com (الإنجليزية)
- رومان جاكوزي على موقع عالم كرة القدم.نت (الإنجليزية)
- رومان جاكوزي على موقع GSA (الإنجليزية)